# Братья Смит

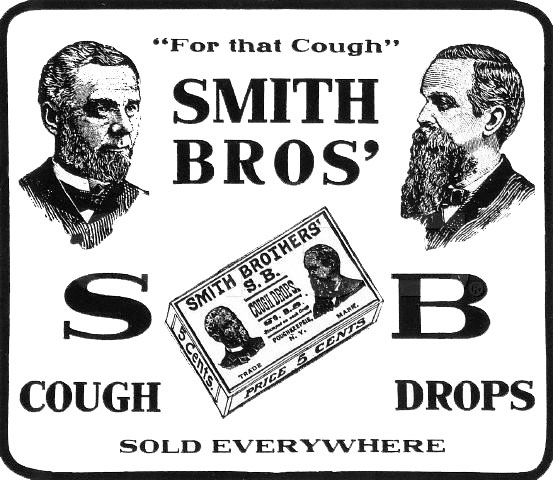
Реклама братьев Смит.

Братья Смит (англ. Smith Brothers — официальное название торговой марки) впервые в США создали и разрекламировали леденцы от кашля, которые одно время были одним из самых популярных брендов в стране.

## История
Уильям Уоллес Смит I (1830—1913) и Эндрю Смит (1836—1895) родились в семье Джеймса Смита (1800—1866) в Покипси. Позже, в 1831 году, они эмигрировали из Файфа в Канаду, а в 1847 году — в Квебек.
В Нью-Йорке Джеймс Смит открыл магазин мороженого, назвав его «Джеймс Смит и сын» (англ. James Smith and Son). Он купил рецепт леденцов от кашля у Слай Хокинса и открыл в 1852 году собственное производство. 24 сентября 1954 году в журнале Time была опубликована статья об успехе братьев.
В 1866 году, после смерти Джеймса, его сыновья — Уильям и Эндрю — начали самостоятельное управление фирмой.
Сначала таблетки продавались в обычных стеклянных банках, но в 1872 году братья приняли решение создать фирменную упаковку: это должно было помешать созданию подделок. Именно в это время был разработан логотип, на котором изображались портреты Смитов. В 1877 году логотип был зарегистрирован в качестве торговой марки, что и стали на нём указывать, при этом слово trade было размещено под изображением Уильяма, а mark — под изображением Эндрю. После этого в народе леденцы получили прозвище Trade and Mark, которое сохранилось и по сей день.
Считается, что все самые важные решения принимал Уильям. Он занимался финансовой отчётностью, вёл переговоры и писал регламент, а также несколько раз баллотировался на государственные должности. Уильям Смит жертвовал свои деньги на благотворительность. Напротив, Эндрю не принимал серьёзных решений и не был сторонником жёсткого подхода к ведению бизнеса.
Масштабная рекламная кампания, которую проводили братья, позволила стать им одними из самых известных бизнесменов в США на тот момент. Они часто упоминались на страницах тогдашних газет.
В 1895 году скончался Эндрю Смит. Уильям Смит занимал пост президента компании до своей смерти в 1913 году. После смерти Уильяма, его сменил сын, Артур Смит (1875—1936). Он начал производство ментоловых леденцов в 1922 году.

## Продажа компании
В 1963 году семья Смит продала свою компанию фирме «Warner-Lambert». Уже в 1972 году её перекупила фирма «F&F Foods», после чего был проведён небольшой ребрендинг, в результате которого изображения братьев были уменьшены.
Несмотря на то, что после продажи компании производственные мощности были уменьшены во много раз, леденцы и прочая продукция по-прежнему продавались и рекламировались, и их продолжали упоминать в произведениях массовой культуры. Например, леденцы упоминались в сериале в «Золотые девочки» и эпизоде «Симпсонов» «О брат, где ты, Барт?».
В 2011 году компания «F&F» продала бренд компании «GemCap», занимавшейся прямыми инвестициями в Санта-Монике.
В 2014 «GemCap» перепродала компанию хедж-фонду «York Capital Management». Фонд пытался возродить бренд, однако в 2016 году производство было полностью остановлено из-за падения продаж. Тем не менее некоторые лекарства от простуды были ещё некоторое время доступны в розничных магазинах.

## Восстановление производства
В мае 2016 года компания «Lanes Brands» объявила о возобновлении производства леденцов после покупки бренда у фонда. На официальном сайте сказано, что марка вернулась на мировой рынок в 2017 году. На данный момент леденцы от кашля можно найти на полках розничных магазинов в США и Великобритании. Они представлены в различных вариантах: со вкусом мёда, лимона, вишни или яблочного пирога.